# Coryanthes vieirae
Coryanthes vieirae är en orkidéart som beskrevs av Günter Gerlach. Coryanthes vieirae ingår i släktet Coryanthes, och familjen orkidéer. Inga underarter finns listade i Catalogue of Life.